# Okinawa Shakai Taishūtō
Die Okinawa Shakai Taishūtō (jap. 沖縄社会大衆党, „Sozialistische Massenpartei Okinawa“; kurz 社大党, Shadaitō) ist eine politische Partei in der japanischen Präfektur Okinawa. Durch Keiko Itokazu ist sie im Sangiin, dem nationalen Oberhaus, vertreten, auch wenn Itokazu nominell auf nationaler Ebene als Unabhängige auftritt. Parteivorsitzender ist der ehemalige Präfekturparlamentsabgeordnete Masaharu Kina.
Die Shadaitō wurde 1950 während der Besatzungszeit von Politikern um Tatsuo Taira, dem ersten Gouverneur der „Regierung der Okinawa-Inseln“ (沖縄群島政府, Okinawa-guntō seifu), gegründet. Nach der Rückkehr der Hauptinseln unter japanische Souveränität gehörte die Partei in der US-Zivilverwaltung der Ryūkyū-Inseln anfangs zum Kern der Bewegung, die für die Zugehörigkeit Okinawas zum japanischen Staat eintrat. Bei Wahlen zum Rippōin, dem Parlament des US-verwalteten Okinawa, schnitt sie meist als zweitstärkste Kraft hinter der Liberaldemokratischen Partei Okinawas und ihren Vorläufern ab.
Nach der Rückgabe Okinawas an Japan 1972 planten Teile der Shadaitō einen Beitritt zur Sozialistischen Partei Japans, der aber nie vollzogen wurde. Die Shadaitō besteht als Regionalpartei in Okinawa weiter.
Bei nationalen Wahlen stellte die Shadaitō nur vereinzelt Kandidaten auf. Bei der Shūgiin-Wahl 1972, der ersten Unterhauswahl, an der Okinawa teilnahm, konnte Tsumichiyo Asato im Wahlkreis Okinawa (fünf Mandate) den fünfthöchsten Stimmenanteil erzielen, schloss sich aber später der Demokratisch-Sozialistischen Partei an. Im Sangiin stellt die Shadaitō seit 1992 mit Sōkō Shimabuku und Keiko Itokazu, beide formal als unabhängige Kandidaten gewählt, fast durchgehend einen der zwei Vertreter Okinawas – Itokazu trat 2006 für die Gouverneurswahl in Okinawa zurück, wurde aber nach ihrer Niederlage gegen Hirokazu Nakaima bei der Sangiin-Wahl 2007 wieder Abgeordnete. Im Präfekturparlament Okinawa ist die Partei seit den Wahlen 2008 mit zwei Abgeordneten vertreten. Außerdem ist sie in mehreren Stadt- und Gemeinderäten vertreten. Bei Gouverneurs- und Bürgermeisterwahlen unterstützt die Shadaitō oft einen gemeinsamen Kandidaten mit den Mitte-links-Parteien DP und SDP bzw. deren Vorläufer SPJ, die in Form der kakushin tōitsu (革新統一, „progressive Einheit“) bei lokalen Wahlen auch lange mit der KPJ zusammenarbeitete. In Okinawa verzichtet die KPJ auch bei nationalen Wahlen teilweise darauf, eigene Kandidaten aufzustellen, und unterstützt stattdessen einen gemeinsamen Kandidaten der Linken, zuletzt 2007 bei der Wiederwahl Itokazus.